# NGC 7157
NGC 7157 est une vaste galaxie lenticulaire barrée relativement éloignée et située dans la constellation du Poisson austral. Sa vitesse par rapport au fond diffus cosmologique est de 8 458 ± 67 km/s, ce qui correspond à une distance de Hubble de 124,8 ± 8,8 Mpc (∼407 millions d'al). NGC 7157 a été découverte par l'astronome américain Francis Leavenworth en 1886.
NGC 7157 est une galaxie à anneau, ce qui est d'ailleurs bien visible sur l'image obtenue des données du relevé Pan-STARRS.